# زانثوسين أحادي الفوسفات
الزانثوسين أحادي الفوسفات (بالإنجليزية: Xanthosine monophosphate)‏ هو مركب وسطي في أيض البيورينات. وهو نيكليوسيد ثلاثي الفوسفات.